# Samantha Fox Strip Poker
Samantha Fox Strip Poker è un videogioco di poker sviluppato dalla Martech e pubblicato dalla Software Communications nel 1986 per Amstrad CPC, Commodore 64, MSX e ZX Spectrum. Si tratta di uno dei primi videogiochi della storia a sfruttare il tema dello strip poker ed il primo ad utilizzare le immagini renderizzate di un personaggio celebre, cioè la cantante britannica Samantha Fox.
Nel videogioco, il giocatore affronta Samantha Fox in una partita a poker in cui vengono messi in palio i propri vestiti. Man mano che il giocatore vince, la sua avversaria si spoglia, sino ad arrivare all'ultima scena in cui Samantha Fox viene rivelata in topless. La grafica del gioco è in bianco e nero.
Il videogioco è stato programmato da Wolfgang Smith, con la grafica curata da Malcolm Smith. Autore delle musiche del videogioco è Rob Hubbard, accreditato con il nome John York. Le musiche del gioco comprendono una cover di The Entertainer di Scott Joplin e The Stripper di David Rose.